# Cantherhines melanoides
Cantherhines melanoides är en fiskart som först beskrevs av Ogilby 1908.  Cantherhines melanoides ingår i släktet Cantherhines och familjen filfiskar. Inga underarter finns listade.